# Орб (Во)
Орб (фр. Orbe) — місто в Швейцарії в кантоні Во, округ Юра-Нор-Водуа.

## Географія
Місто розташоване на відстані близько 75 км на захід від Берна, 23 км на північ від Лозанни.
Орб має площу 12,1 км², з яких на 19,7 % дозволяється будівництво (житлове та будівництво доріг), 73,5 % використовуються в сільськогосподарських цілях, 3,7 % зайнято лісами, 3,2 % не є продуктивними (річки, льодовики або гори).

## Демографія
2019 року в місті мешкало 7018 осіб (+12,4 % порівняно з 2010 роком), іноземців було 32,4 %. Густота населення становила 582 осіб/км².
За віковим діапазоном населення розподілялося таким чином: 23,3 % — особи молодші 20 років, 61,5 % — особи у віці 20—64 років, 15,3 % — особи у віці 65 років та старші. Було 3102 помешкань (у середньому 2,3 особи в помешканні).
Із загальної кількості 4678 працюючих 34 було зайнятих в первинному секторі, 1498 — в обробній промисловості, 3146 — в галузі послуг.

## Персоналії
- Адельгейда Бургундська (931—999) — імператриця Священної Римської імперії. Королева Італії (962—999). Королева Східної Франкії (951—961).